# 波楼
波楼，位于中国广东省广州市海珠区南华西街道洲头咀社区洪德路海天四望街波楼3号。2002年7月，列入第六批广州市文物保护单位。
波台曾是粵海關為來往商船而建築的天氣預報信號台，因要在信號台上懸掛風球而得名（粵語稱球為「波」）。據說信號台建於1885年前，後來遭颱風破壞，1910年重建時改用鋼架結構。